# Daiqiao
Daiqiao är en köping i östra Kina. Den ligger i Jieshou i staden Fuyang i provinsen Anhui, omkring 220 kilometer nordväst om provinshuvudstaden Hefei. Antalet invånare är 17 904. Befolkningen består av 9 397 kvinnor och 8 507 män. Barn under 15 år utgör 22,0 %, vuxna 15-64 år 61 %, och äldre över 65 år 15,0 %.